# John Spottiswoode
John Spottiswoode (även stavat Spottiswood, Spotiswood, Spotiswoode eller Spotswood), född 1565 i Mid Calder, död den 26 november 1639 i London, var en skotsk prelat.
Spottiswoode efterträdde efter studier i Glasgow sin far som kyrkoherde i Calder parish i Lothian 1583 och utnämndes 1603 till biskop av Glasgow. Han blev 1605 medlem av kung Jakobs skotska råd och var dennes främste medhjälpare vid hans försök att utvidga den skotska kungamakten på de kyrkliga privilegiernas bekostnad. År 1615 blev han ärkebiskop av Saint Andrews i nuvarande St Andrews och den skotska kyrkans primas; 1618 genomdrev han på en synod i Perth de beryktade fem så kallade Perthartiklarna, som skulle skapa likformighet mellan den skotska kyrkan och den engelska. Spottiswoode var 1635–1638 Skottlands lordkansler, förklarades efter covenantriktningens seger avsatt (december 1637) och nödgades fly till England. Om aktningsvärda studier vittnar hans historiska arbete History of the church and state of Scotland (utkommet postumt 1655).